# Jim Tavaré
Jim Tavaré, né en 1963, est un acteur britannique.

## Filmographie
- 1995 : Jim Tavaré Pictures Presents...
- 2001-2004 : Le Sketch Show
- 2004 : Harry Potter et le Prisonnier d'Azkaban
- 2006 : Rabbit Fever
- 2010 : Subprime
- 2010 : The Black Box
- 2010 : Zombies and Assholes
- 2010 : Dirty South
- 2012 : Chuck (saison 5, épisode 9)
- 2019 : I Spit on Your Grave: Deja Vu